# Cricetomys emini
Cricetomys emini е вид гризач от семейство Мишкови (Muridae). Видът не е застрашен от изчезване.

## Разпространение и местообитание
Разпространен е в Ангола, Бенин, Бурунди, Габон, Гана, Гвинея, Демократична република Конго, Екваториална Гвинея, Камерун, Кот д'Ивоар, Либерия, Нигерия, Руанда, Сиера Леоне, Танзания, Того, Уганда и Централноафриканска република.
Обитава гористи местности и поляни в райони с тропически климат, при средна месечна температура около 24,3 градуса.

## Описание
Теглото им е около 1,3 kg.
Продължителността им на живот е около 7,4 години. Популацията на вида е стабилна.